# Francis Lascelles
Pour les articles homonymes, voir Lascelles.
Francis Lascelles (1612-1667), également orthographié Lassels, est un homme politique, soldat et homme d'affaires anglais qui combat pour le Parlement lors des Guerres des Trois Royaumes de 1639 à 1652 et est député entre 1645 et 1660.
Il conserve son siège après la Purge de Pride en décembre 1648, il est membre de la commission nommée pour le procès de Charles Ier en 1649. Cependant, il ne signe pas l'arrêt de mort et échappe largement aux poursuites après la Restauration de 1660, bien qu'il ait été condamné à une amende et à l'interdiction d'exercer des fonctions publiques.
En décembre 1662, il est accusé d'être impliqué dans le prétendu « complot de Lascelles », une conspiration centrée sur Northallerton, qui s'avère être une invention des informateurs du gouvernement. Il meurt chez lui en novembre 1667.

## Biographie
Les Lascelle sont une famille bien établie du Yorkshire et font partie d'un réseau d'intérêts marchands à Londres, en Irlande, en Nouvelle-Angleterre et à la Barbade. Il y a diverses branches dans le Yorkshire, dont Northallerton, Durham, Whitby, York, Harewood House et Terrington. Francis Lascelles est né en août 1612 à Stank Hall, près de Northallerton, fils aîné de William Lascelles (mort avant 1624) et d'Elizabeth Wadeson (morte en 1647). Il a trois frères, Robert (1617, mort avant 1640), Peregrine (1619-1658) et Thomas (1624-1697) .
Il épouse Frances St Quentin (1613-1658) en 1626; ils ont 16 enfants, dont seulement deux survivent à leurs parents, Elizabeth (1640-1694) et son plus jeune fils, Daniel Lascelles (1655-1734). Il meurt chez lui en novembre 1667 et est enterré dans l'église locale de St Lawrence .

## Carrière

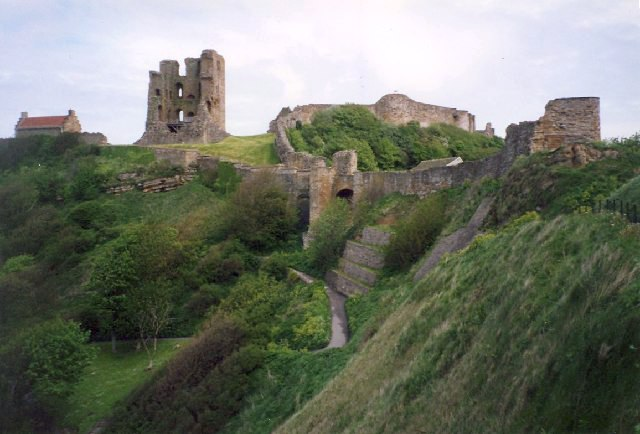
Château de Scarborough ; Lascelles fait partie de la force parlementaire qui l'a repris en décembre 1648

Comme beaucoup de ses amis et relations, il soutient le Parlement pendant les guerres des Trois Royaumes 1639-1652 ; avec ses frères Thomas et Peregrine, il est nommé dans les ordonnances du Parlement comme l'un des responsables de la collecte de fonds et d'hommes dans le Yorkshire, et signe la Solemn League and Covenant de 1643 .
Au début de la première guerre civile anglaise en 1642, beaucoup des deux côtés sont liés à leurs adversaires et donc réticents à engager des hostilités. En octobre, Thomas Fairfax, plus tard commandant des forces parlementaires dans le Nord, signe un pacte de neutralité avec une délégation royaliste conduite par son cousin Sir John Belasyse. Cela est dénoncé par écrit par d'autres partisans du Parlement, dont Francis, qui remplace Belasyse en tant que député de Thirsk en 1645 .
Lorsque la deuxième guerre civile anglaise éclate en 1648, Francis est colonel et joue un rôle important dans la campagne qui se termine par la défaite de l'armée royaliste à Preston en août. Il rejoint ensuite la force assiégeant le Château de Scarborough, un port d'approvisionnement clé dans le nord de l'Angleterre qui change de mains sept fois entre 1642 et 1648. La garnison parlementaire fait défection après n'avoir pas été payée et elle reçoit également d'importants renforts royalistes, dont 300 mercenaires belges. Lorsque le château se rend fin décembre, un certain nombre d'entre eux sont «pris pour des Irlandais» et exécutés .

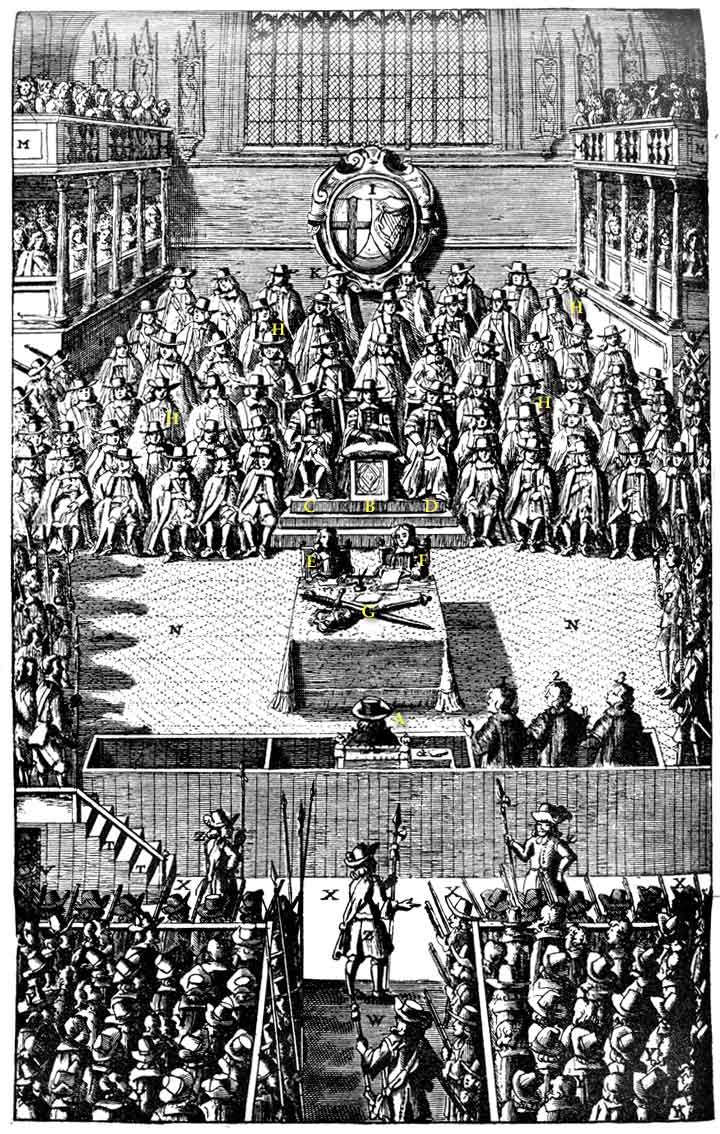
Procès de Charles Ier, janvier 1649 ; bien que nommé juge, Lascelles n'a pas signé son arrêt de mort

Entre 1642 et 1648, l'Angleterre subit environ 185 000 décès dus au combat ou à la maladie, soit plus de 3,0% de la population; cela se compare à 2,6 % en 1914-1918, tandis que les taux de mortalité en Écosse et en Irlande sont considérablement plus élevés . Après 1648, des dirigeants parlementaires comme Cromwell et de nombreux membres de la New Model Army pensent qu'on ne pouvait pas faire confiance à Charles et que seule sa mort mettrait fin au conflit. Lascelles est nommé à la Haute Cour de justice mise en place pour le procès, comme l'un des officiers militaires supérieurs propriétaires connus sous le nom de « Grandees ».
Sur les 135 membres nommés, seuls 68 sont présents, dont Lascelles ; cependant, il est absent lors du prononcé de la sentence et ne signe pas l'arrêt de mort, ce qui s'est avéré par la suite extrêmement important. Charles est exécuté le 30 janvier 1649 et François participe alors à la conquête cromwellienne de l'Irlande. La loi sur les aventuriers de mars 1642 lève des prêts pour une armée afin de réprimer la rébellion irlandaise de 1641, qui sont remboursés en confisquant les terres détenues par les rebelles irlandais ; l'appliquer est l'un des principaux objectifs de l'invasion de Cromwell .
Il y a un certain nombre de tranches différentes entre 1642 et 1647 et bien que Lascelles ne soit pas inscrit en tant que souscripteur, de nombreuses personnes représentent des syndicats d'investisseurs, alors qu'il y a un marché de la revente actif. Les terres ne sont attribuées qu'en 1652 avec l'Act of Settlement, mais de nombreux souscripteurs ont vendu leurs intérêts avant cela. Il semble probable que Francis est impliqué, car lui et son frère Thomas ont des intérêts commerciaux en Ulster et une branche de la famille est établie à Killough, dans le comté de Down .
Lascelles conserve son siège de député de Thirsk après la Purge de Pride en décembre 1648 ; lorsque le Parlement croupion est dissous en avril 1653, il est l'un des 140 membres nommés par le Conseil de l'armée au Parlement de Barebone, qui est en place de juillet à décembre 1653. Après le rétablissement des élections en 1654, il est réélu député de Yorkshire &amp; North Riding dans les premier et deuxième parlements du protectorat .
À la mort de Cromwell en 1659, il est vite devenu évident que son fils et successeur Richard ne pouvait pas gouverner et Lascelles est l'un de ceux qui négocient avec le général George Monck pour restaurer la monarchie. Le Commonwealth prend fin en 1660 avec la restauration de Charles II sur le trône ; en avril, Francis et son frère Thomas sont élus au Parlement de la Convention en tant que députés de Northallerton.

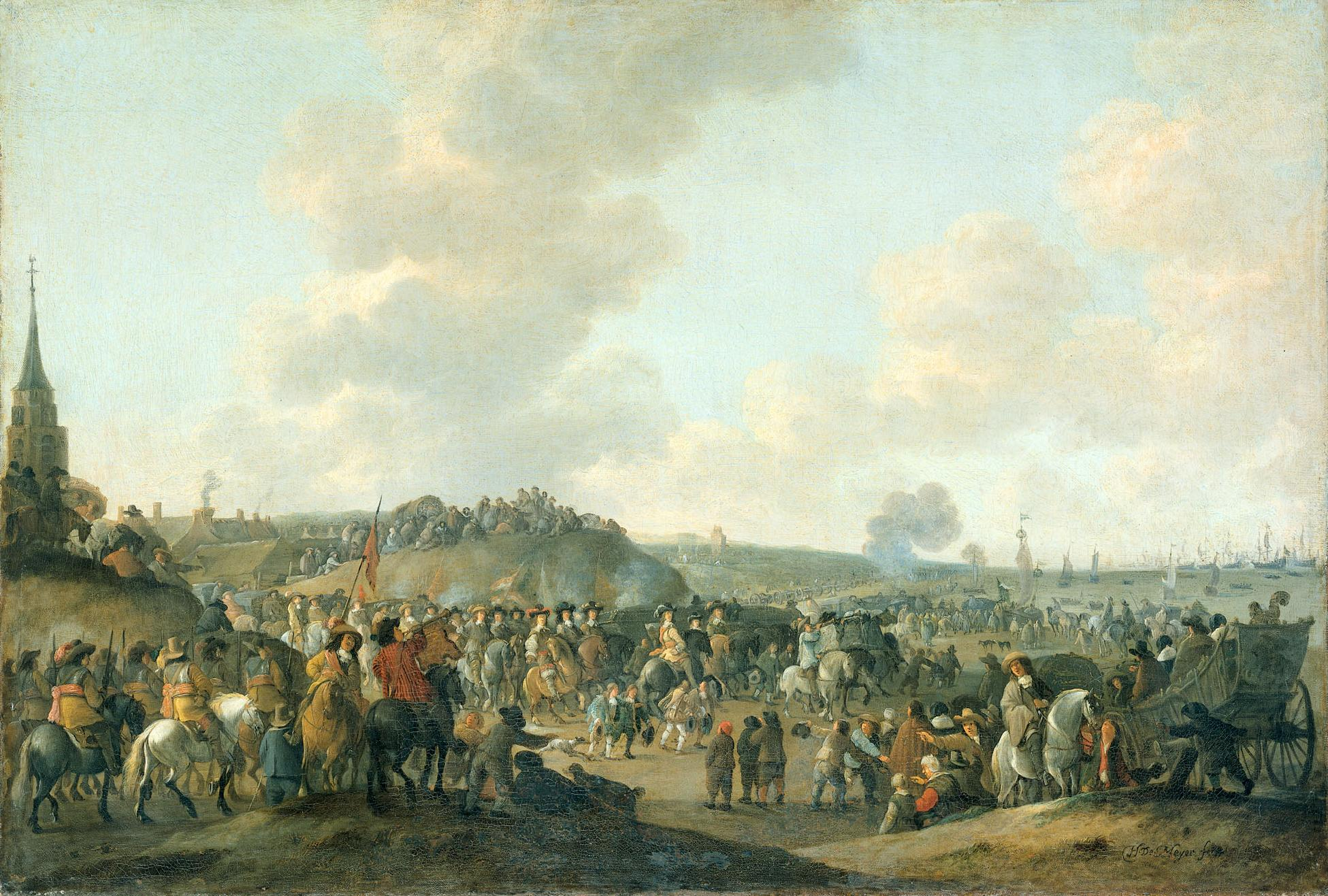
Charles II quitte la Hollande en route pour l'Angleterre, 1660 ; son retour met fin à la carrière politique de Francis Lascelles

Cependant, en juillet, lui et Thomas démissionnent de leurs sièges et s'exilent dans la République néerlandaise, car François est techniquement considéré comme un régicide et donc exclu de la loi sur l'indemnisation et l'oubli. Beaucoup sont condamnés à être pendus traînés et écartelés, tandis que les cadavres d'Oliver Cromwell, Bradshaw et Henry Ireton sont déterrés et traînés jusqu'à la potence de Tyburn . François évite ce sort parce qu'il était absent lors de la condamnation, mais aussi parce que les ministres sont préoccupés par la réaction du public aux exécutions. Même Samuel Pepys, qui est un soutien du nouveau régime, enregistre son admiration pour la conduite de Thomas Harrison lors de son exécution en octobre 1660 .
Les Lascelle sont indemnisés et autorisés à rentrer chez eux, bien que Francis ait été condamné à une amende et à l'interdiction d'occuper une charge publique . En décembre 1662, il est accusé d'être impliqué dans le prétendu « complot de Lascelles », une conspiration d'anciens soldats et radicaux de la Nouvelle Armée Modèle centré sur Northallerton; cela s'est avéré être une invention des informateurs du gouvernement, tandis que le soulèvement réel d'octobre 1663 s'est rapidement effondré .

## Sources
- Egerton Brydges, Peerage of England; Volume VIII, Bensley, 1812
- Fowler, « English Civil War Casualties », Oliver Cromwell
- Henning, « LASCELLES, Francis (1612-67), of Stank Hall, Kirby Sigston, Yorks », History of Parliament Online (consulté le 26 février 2019)
- HMSO, Statutes of the Realm, Volume 5: 1628-80, 1819, 226–224 p. (lire en ligne)
- Hopper, « The Farnley Wood Plot and the Memory of the Civil Wars in Yorkshire », The Historical Journal, vol. 45, no 2,‎ 2002, p. 281–303 (DOI 10.1017/S0018246X02002406)
- Andrew Hopper, Black Tom: Sir Thomas Fairfax and the English Revolution, Manchester University Press, 2007 (ISBN 978-0719071089)
- Thomas Hinderwell, The history and antiquities of Scarborough, J Bye and Whittaker & Co, 1832, 81–84 p.
- John Jones, History and Antiquities of Harewood, in the County of York, with topographical notices of its parishes and neighbourhoods, Simpkin, Marshall & Co, 1859
- Stephen Manganiello, The Concise Encyclopedia of the Revolutions and Wars of England, Scotland, and Ireland, 1639-1660, Scarecrow Press, 2004 (ISBN 978-0810851009)
- Pepys, « Saturday 13 October 1660 », Pepys Diary (consulté le 20 février 2019)
- Plant, « Agitators », BCW Project
- SD Smith, Slavery, Family, and Gentry Capitalism in the British Atlantic: The World of the Lascelles, 1648-1834, Cambridge University Press, 2010 (ISBN 978-0521143004)